# Giovanni Pettinato
Giovanni Pettinato (Troina, 24 settembre 1934 – Roma, 19 maggio 2011) è stato uno storico e assiriologo italiano, specializzato in lingue mesopotamiche mediorientali.
Per il suo grande contributo allo studio della civiltà di Ebla, Pettinato ricevette numerosi importanti premi in Italia e in Germania. Nel 1989 fu chiamato a far parte come socio corrispondente dell'Accademia nazionale dei Lincei e, successivamente, diventò socio corrispondente della Academia de historia de Madrid (Spagna) e socio dell'Accademia delle scienze di Torino.

## Biografia
Nacque a Troina, in provincia di Enna, il 24 settembre 1934, da Giuseppe, di professione fabbro, e da Francesca Consoli, terzo di cinque figli. All'età di dieci anni studiò in seminario per farsi prete, prima a Catania e poi a Napoli, dove conseguì la licenza in sacra teologia, e successivamente al Pontificio Istituto Biblico di Roma, dove nel 1961 conseguì la licenza in scienze bibliche.
Su suggerimento del suo docente di assiriologia, il gesuita tedesco Alfred Pohl, studiò in Germania, all'Università di Heidelberg, dove fu allievo del professor Adam Falkenstein, e vi conseguì nel 1966 la laurea in Assiriologia. Nella stessa università tedesca Pettinato insegnò Sumerologia dal 1966 al 1970, e nel 1968 conseguì la libera docenza in Assiriologia. Dal 1970 al 1974 è stato professore ordinario di Assiriologia e Storia orientale antica all'Università degli Studi di Torino, nonché epigrafista della missione archeologica in Iraq dell'ateneo piemontese. Tra i massimi specialisti di lingue mesopotamiche e lingue mediorientali, Pettinato è stato colui che ha decifrato la lingua eblaita, studiando i testi di Ebla scoperti dall'archeologo Paolo Matthiae nel 1974.  Su questi suoi studi, pubblicò i volumi Ebla. Un impero inciso nell’argilla (1979), Ebla. Nuovi orizzonti della storia (1986) e Il rituale per la successione al trono ad Ebla (1992).
Dal 1974 è stato professore ordinario di Assiriologia all'Università La Sapienza di Roma, e nel 1985, insegnò come docente ospite presso le università tedesche di Friburgo, Heidelberg e Berlino, e nella statunitense Cornell University di Ithaca. Dal 1987 insegnò eblaitologia all'Università di Heidelberg, dove nel 1993 venne nominato professore emerito.
Partecipò alla missione archeologica nello Yemen del Nord dell'Istituto italiano per il Medio ed Estremo Oriente e diresse la missione archeologica italiana a Biblo in Libano. Riprese i suoi contatti con l'Iraq, dove nel 2004 e nel 2006 compì missioni di studio nell’ambito della cooperazione umanitaria dell'Italia a Baghdad e a Nāṣiriya.
Nel 2004 diventò membro del comitato scientifico dell'Università Kore di Enna, dove insegnò Assiriologia fino al 2010.
Sposato e padre di tre figli, morì improvvisamente a Roma il 19 maggio 2011 - dov'era ricoverato all'Ospedale Sant'Eugenio - all'età di 76 anni, a causa di un empiema.

## Pubblicazioni
- Untersuchungen zur Neusumerischen Landwirtschaft I: Die Felder (1. und 2. Teil); Napoli, 1967
- "L'atlante geografico del Vicino Oriente attestato ad Ebla e ad Abū Salābikh", Orientalia 47, 1978, pp. :50-73
- Studi per il vocabolario sumerico I, 1-3, 1985
- La grande avventura dell'archeologia, 1992
- I sumeri, 1992
- La Saga di Gilgameš, 1992
- La città sepolta. I misteri di Ebla, 1999
- La scrittura celeste. La nascita dell'astrologia in Mesopotamia, 1999
- Angeli e demoni a Babilonia. Magia e mito nelle antiche civiltà mesopotamiche, 2001
- Mitologia sumerica (antologia di testi), Torino, Utet, 2001
- La scrittura delle stelle. Astrologia e presagi, 2002
- I miti degli inferi assiro-babilonesi, Brescia, paideia, 2003
- Cuneiform texts of the Iraq Museum. A preliminary catalogue. The historical inscriptions of Old Babylonian Period: Isin-Larsa Dynasties, 2004
- Mitologia assiro-babilonese (antologia di testi), Torino, Utet, 2005